# Juventus Football Club 2022-2023
Questa voce raccoglie le informazioni riguardanti la Juventus Football Club nelle competizioni ufficiali della stagione 2022-2023.

## Stagione

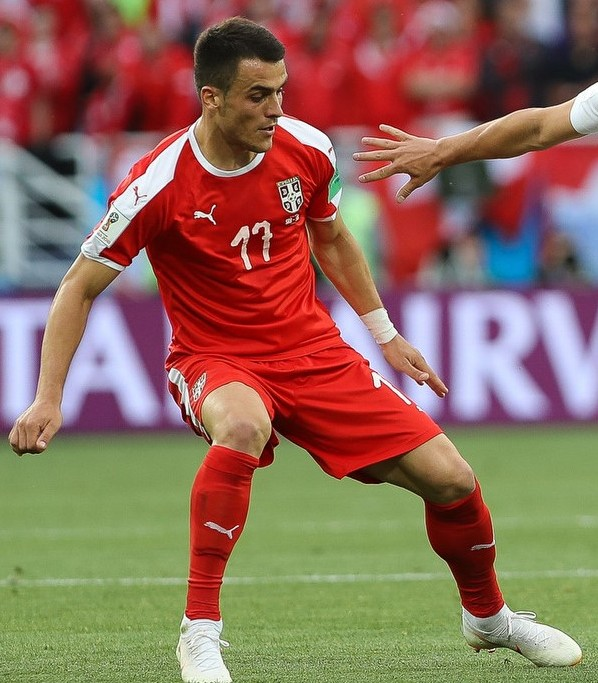
Filip Kostić, acquistato dall' nel mercato estivo: arrivato a Torino in sordina, l'esterno serbo s'impone presto nell'undici titolare.

La stagione 2022-2023 è la settima che vede Massimiliano Allegri come allenatore bianconero. È anche la prima dopo l'addio del capitano Chiellini, dopo diciassette annate, e del numero dieci Dybala, dopo sette stagioni; come nuovo capitano della squadra viene dunque scelto Leonardo Bonucci. Salutano i bianconeri, tra gli altri, Bernardeschi, De Ligt e Morata, mentre tra i volti nuovi rientrano i difensori Bremer e Gatti, l'esterno Kostić e il centravanti Milik; tra gli acquisti più in vista della vigilia, ci sono Di María e Pogba, quest'ultimo di ritorno a Torino dopo sei anni.
Il campionato inizia bene per i bianconeri, che s'impongono contro il Sassuolo per 3-0. A questa vittoria seguono altri cinque risultati utili di cui tuttavia una sola vittoria, contro lo Spezia alla 4ª giornata (2-0), e quattro pareggi, l'ultimo dei quali un contestato 2-2 contro la Salernitana. La 7ª giornata, però, vede la Juventus perdere a sorpresa 0-1 contro il neopromosso Monza, alla sua prima storica vittoria in Serie A: tale sconfitta è a posteriori il primo sintomo delle numerose difficoltà a cui andrà incontro la squadra nel prosieguo dell'annata. Dopo l'ulteriore sconfitta di San Siro nella classica contro il Milan, i torinesi infilano comunque una striscia di sei vittorie consecutive, comprensive del 3-0 casalingo alla Lazio e dell'affermazione nel derby sul campo del Torino, che consente alla compagine bianconera di assestarsi al terzo posto in classifica, ciò prima della sosta per la disputa del mondiale in Qatar.
Nel frattempo, anche il percorso in UEFA Champions League aveva palesato una Juventus in difficoltà e che viene eliminata già al termine della fase a gironi. Inserita in un gruppo con Paris Saint-Germain, Benfica e Maccabi Haifa, i torinesi ottengono una sola vittoria, quella interna contro gli israeliani (3-1), i quali però rispondono con un clamoroso 2-0 ad Haifa, la loro prima vittoria nella massima competizione europea da vent'anni a quella parte. I bianconeri, eliminati con una giornata di anticipo dopo la sconfitta per 4-3 a Lisbona, chiudono infine il girone al terzo posto, raggiungendo quantomeno il ripescaggio in UEFA Europa League pur tuttavia solo per la migliore differenza reti nei confronti del Maccabi: con appena tre punti maturati, per i piemontesi si tratta del peggior punteggio di sempre in Champions, che si aggiunge al record negativo di sconfitte (5).
Al rientro della sosta, la Juventus riparte in campionato con altre due vittorie consecutive, battendo prima la Cremonese e poi l'Udinese, e riduce le distanze dalla capolista Napoli. La 18ª giornata vede però i bianconeri perdere nettamente per 5-1 proprio lo scontro diretto sul campo dei partenopei, scivolando a −10 dalla vetta. La settimana successiva la Corte Federale di Appello della FIGC, nell'ambito della riapertura di un procedimento sulle plusvalenze – che pur l'aveva vista assolta nei primi due gradi di giudizio, assieme a un'altra decina di società –, infligge alla Juventus una penalizzazione di 15 punti, facendoli scendere al decimo posto. Il girone di andata si conclude con un pareggio per 3-3 in casa contro l'Atalanta, mentre quello di ritorno si apre con la seconda sconfitta in stagione contro il Monza, stavolta allo Stadium, per 0-2. Seguono quattro vittorie consecutive, che riportano i bianconeri a ridosso dei piazzamenti continentali; dopo la sconfitta in trasferta contro la Roma, i torinesi raccolgono altri tre successi, prima di uscire battuti contro Lazio, Sassuolo e Napoli. Nelle successive quattro gare arrivano un pareggio e tre vittorie che, in concomitanza con le decisioni del Collegio di Garanzia del CONI, che annulla con rinvio la precedente penalizzazione comminata dalla FIGC, riportano temporaneamente la Juventus al secondo posto; tuttavia, a maggio il nuovo giudizio della Corte Federale d'Appello infligge stavolta 10 punti di penalizzazione ai bianconeri, facendoli scivolare al settimo posto. Una squadra ormai sfiancata e demotivata dagli eventi dei mesi precedenti, sia dentro sia fuori dal campo, esce dalle restanti tre gare del campionato con una sola vittoria, certificando il settimo posto finale – senza la penalizzazione, i bianconeri avrebbero concluso sul campo al terzo posto.
Frattanto in Europa League la Juventus parte dagli spareggi della fase a eliminazione diretta contro il Nantes: i bianconeri avanzano al turno successivo, grazie al pareggio interno per 1-1 e al successo per 3-0 oltralpe. Agli ottavi di finale i torinesi eliminano il Friburgo con un doppio successo, per 1-0 in Piemonte e per 2-0 in Germania. Ai quarti di finale la Juventus supera lo Sporting Lisbona, vincendo per 1-0 a Torino e impattando per 1-1 in Portogallo. Il cammino europeo si interrompe nelle semifinali contro il Siviglia, altro club declassato dalla Champions League all'Europa League nonché futuro vincitore dell'edizione, in virtù del pareggio per 1-1 all'andata in Piemonte e alla sconfitta per 2-1 ai tempi supplementari nel ritorno in Spagna. Non dà esito positivo neanche il percorso in Coppa Italia dove la Juventus, dopo avere eliminato il Monza agli ottavi (2-1) e la Lazio ai quarti (1-0), viene estromessa in semifinale in un doppio derby d'Italia contro l'Inter, in virtù dell'1-1 a Torino e della sconfitta per 1-0 a Milano.
Nell'estate 2023, come ultima appendice alle vicende extrasportive che hanno coinvolto il club in quest'annata, le decisioni UEFA in tema portano all'esclusione del club dalle competizioni confederali per la stagione successiva, rendendo vana anche la qualificazione in UEFA Europa Conference League che pure era stata acquisita sul campo.

## Divise e sponsor
Il fornitore tecnico per la stagione 2022-2023 è adidas, mentre gli sponsor ufficiali sono il main sponsor Jeep, il back sponsor Cygames, lo sleeve sponsor Bitget e il training kit sponsor Allianz.
La prima divisa, a predominanza bianca, riprende la tradizionale palatura strisciata della squadra, tuttavia nell'occasione reinventata attraverso una grafica basata sulla ripetizione del triangolo, forma geometrica che si rifà a sua volta alle strutture architettoniche dell'Allianz Stadium. La seconda divisa propone un completo a tinta unita nera con bordini bianchi, contraddistinto da una grafica «starburst» color carbone. La terza divisa attinge a due tinte storicamente parte dell'iconografia juventina, il rosa delle origini e il blu delle insegne comunali torinesi, mescolate in un motivo dall'«effetto caleidoscopico».
Nella 35ª e 37ª giornata di campionato, giocata rispettivamente contro la Cremonese e contro il Milan, la squadra scende in campo indossando la prima divisa della stagione 2023-2024.
| Casa | Casa (35ª e 37ª Serie A) | Trasferta | Terza divisa |

Per i portieri sono disponibili tre divise in varianti verde, arancione e azzurro. Nella 35ª e 37ª giornata di campionato, come per i calciatori di movimento, anche i portieri scendono eccezionalmente in campo con una delle divise della stagione 2023-2024.
| 1ª portiere | 1ª portiere (35ª e 37ª Serie A) | 2ª portiere | 3ª portiere |

## Rosa
Rosa e numerazione aggiornate al 31 gennaio 2023.
| N. |                        | Ruolo | Calciatore                    |
| -- | ---------------------- | ----- | ----------------------------- |
| 1  | Polonia (bandiera)     | P     | Wojciech Szczęsny             |
| 2  | Italia (bandiera)      | D     | Mattia De Sciglio             |
| 3  | Brasile (bandiera)     | D     | Bremer                        |
| 5  | Italia (bandiera)      | C     | Manuel Locatelli              |
| 6  | Brasile (bandiera)     | D     | Danilo (vice capitano)        |
| 7  | Italia (bandiera)      | A     | Federico Chiesa               |
| 8  | Stati Uniti (bandiera) | C     | Weston McKennie               |
| 9  | Serbia (bandiera)      | A     | Dušan Vlahović                |
| 10 | Francia (bandiera)     | C     | Paul Pogba                    |
| 11 | Colombia (bandiera)    | C     | Juan Cuadrado (vice capitano) |
| 12 | Brasile (bandiera)     | D     | Alex Sandro                   |
| 13 | Italia (bandiera)      | C     | Nicolò Rovella                |
| 14 | Polonia (bandiera)     | A     | Arkadiusz Milik               |
| 15 | Italia (bandiera)      | D     | Federico Gatti                |
| 17 | Serbia (bandiera)      | C     | Filip Kostić                  |
| 18 | Italia (bandiera)      | A     | Moise Kean                    |

| N. |                        | Ruolo | Calciatore                  |
| -- | ---------------------- | ----- | --------------------------- |
| 19 | Italia (bandiera)      | D     | Leonardo Bonucci (capitano) |
| 20 | Italia (bandiera)      | C     | Fabio Miretti               |
| 21 | Brasile (bandiera)     | A     | Kaio Jorge                  |
| 22 | Argentina (bandiera)   | A     | Ángel Di María              |
| 23 | Italia (bandiera)      | P     | Carlo Pinsoglio             |
| 24 | Italia (bandiera)      | D     | Daniele Rugani              |
| 25 | Francia (bandiera)     | C     | Adrien Rabiot               |
| 28 | Svizzera (bandiera)    | C     | Denis Zakaria               |
| 30 | Argentina (bandiera)   | A     | Matías Soulé                |
| 32 | Argentina (bandiera)   | C     | Leandro Paredes             |
| 33 | Francia (bandiera)     | A     | Marley Aké                  |
| 36 | Italia (bandiera)      | P     | Mattia Perin                |
| 42 | Italia (bandiera)      | D     | Tommaso Barbieri            |
| 43 | Inghilterra (bandiera) | A     | Samuel Iling-Junior         |
| 44 | Italia (bandiera)      | C     | Nicolò Fagioli              |
| 45 | Argentina (bandiera)   | C     | Enzo Barrenechea            |

## Calciomercato

### Sessione estiva(dal 1º/07 al 1º/09)
| Acquisti         | Acquisti            | Acquisti              | Acquisti |
| R.               | Nome                | da                    | Modalità |
| ---------------- | ------------------- | --------------------- | --- |
| D                | Bremer              | Torino                | definitivo (41 milioni € + 3,6 milioni € oneri accessori + 8 milioni € bonus)                                                            |
| D                | Andrea Cambiaso     | Genoa                 | definitivo (8,5 milioni € + 3 milioni € bonus)                                                                                           |
| D                | Federico Gatti      | Frosinone             | fine prestito |
| C                | Nicolò Fagioli      | Cremonese             | fine prestito |
| C                | Filip Kostić        | Eintracht Francoforte | definitivo (12 milioni € + 1,5 milioni € oneri accessori + 3 milioni € bonus)                                                            |
| C                | Leandro Paredes     | Paris Saint-Germain   | prestito con obbligo di riscatto (22,6 milioni € + 2,2 milioni € oneri accessori + 3 milioni € bonus o 2,5 milioni € senza riscatto)     |
| C                | Paul Pogba          |                       | svincolato (2,5 milioni € oneri accessori)                                                                                               |
| C                | Nicolò Rovella      | Genoa                 | fine prestito |
| A                | Ángel Di María      |                       | svincolato (1,3 milioni € oneri accessori)                                                                                               |
| A                | Arkadiusz Milik     | Olympique Marsiglia   | prestito (0,8 milioni € + 0,1 milioni € oneri accessori + 0,8 milioni € bonus) con diritto di riscatto (7 milioni € + 2 milioni € bonus) |
| Altre operazioni |                     |                       | |
| R.               | Nome                | da                    | Modalità |
| P                | Stefano Gori        | Como                  | fine prestito |
| D                | Pietro Beruatto     | Pisa                  | fine prestito |
| D                | Riccardo Capellini  | Mirandés              | fine prestito |
| D                | Davide De Marino    | Pisa                  | fine prestito |
| D                | Filippo Delli Carri | Salernitana           | fine prestito |
| D                | Alessandro Di Pardo | Cosenza               | fine prestito |
| D                | Radu Drăgușin       | Salernitana           | fine prestito |
| D                | Gianluca Frabotta   | Verona                | fine prestito |
| D                | Albian Hajdari      | Basilea               | fine prestito |
| C                | Michele Besaggio    | Genoa                 | prestito con diritto di opzione |
| C                | Federico Chiesa     | Fiorentina            | obbligo di riscatto esercitato (40 milioni € + 10 milioni € bonus)                                                                       |
| C                | Luca Clemenza       | Pescara               | fine prestito |
| C                | Rolando Mandragora  | Torino                | fine prestito |
| C                | Martin Palumbo      | Udinese               | prestito con diritto di opzione |
| C                | Hamza Rafia         | Cremonese             | fine prestito |
| C                | Aaron Ramsey        | Rangers               | fine prestito |
| C                | Wesley              | Sion                  | fine prestito |
| C                | Kenan Yıldız        | Federazione tedesca   | tesseramento |
| A                | Matteo Brunori      | Palermo               | fine prestito |
| A                | Félix Correia       | Parma                 | fine prestito |
| A                | Douglas Costa       | LA Galaxy             | fine prestito |
| A                | Christopher Lungoyi | San Gallo             | fine prestito |
| A                | Tommaso Mancini     | L.R. Vicenza          | definitivo |
| A                | Marco Olivieri      | Lecce                 | fine prestito |
| A                | Marko Pjaca         | Torino                | fine prestito |
| A                | Ivano Srdoc         | Rijeka                | definitivo |
| A                | Giacomo Vrioni      | WSG Swarovski Tirol   | fine prestito |
| A                | Luca Zanimacchia    | Cremonese             | fine prestito |

| Cessioni         | Cessioni                | Cessioni              | Cessioni                                                                                                 |
| R.               | Nome                    | a                     | Modalità                                                                                                 |
| ---------------- | ----------------------- | --------------------- | --- |
| D                | Andrea Cambiaso         | Bologna               | prestito                                                                                                 |
| D                | Giorgio Chiellini       |                       | risoluzione                                                                                              |
| D                | Matthijs de Ligt        | Bayern Monaco         | definitivo (67 milioni € + 10 milioni € bonus)                                                           |
| D                | Luca Pellegrini         | Eintracht Francoforte | prestito                                                                                                 |
| C                | Arthur                  | Liverpool             | prestito (4,5 milioni € + 0,3 milioni € oneri accessori) con diritto di riscatto (37,5 milioni €)        |
| C                | Federico Bernardeschi   |                       | svincolato                                                                                               |
| C                | Nicolò Rovella          | Monza                 | prestito                                                                                                 |
| C                | Denis Zakaria           | Chelsea               | prestito (3 milioni € + 1 milione € di bonus) con diritto di riscatto (28 milioni € + 5 milioni € bonus) |
| A                | Paulo Dybala            |                       | svincolato                                                                                               |
| A                | Álvaro Morata           | Atlético Madrid       | fine prestito                                                                                            |
| Altre operazioni |                         |                       | |
| R.               | Nome                    | a                     | Modalità                                                                                                 |
| P                | Mattia Del Favero       | Pro Patria            | prestito                                                                                                 |
| P                | Stefano Gori            | Perugia               | prestito                                                                                                 |
| P                | Franco Israel           | Sporting Lisbona      | definitivo                                                                                               |
| D                | Matteo Anzolin          | Wolfsberger           | definitivo                                                                                               |
| D                | Pietro Beruatto         | Pisa                  | definitivo                                                                                               |
| D                | Riccardo Capellini      | Benevento             | definitivo                                                                                               |
| D                | Luca Coccolo            | Cesena                | definitivo                                                                                               |
| D                | Davide De Marino        | Pescara               | prestito con opzione di riscatto                                                                         |
| D                | Merih Demiral           | Atalanta              | definitivo (20 milioni € + 2,5 milioni € bonus)                                                          |
| D                | Filippo Fiumanò         | Montevarchi           | prestito                                                                                                 |
| D                | Gianluca Frabotta       | Lecce                 | prestito con diritto di riscatto e controriscatto                                                        |
| D                | Paolo Gozzi             | Genoa                 | definitivo                                                                                               |
| D                | Koni De Winter          | Empoli                | prestito                                                                                                 |
| D                | Filippo Delli Carri     | Como                  | prestito biennale                                                                                        |
| D                | Alessandro Di Pardo     | Cagliari              | prestito                                                                                                 |
| D                | Radu Drăgușin           | Genoa                 | prestito con obbligo di riscatto (5,5 milioni € + 1,8 milioni € bonus)                                   |
| D                | Albian Hajdari          | Lugano                | prestito con opzione e obbligo di riscatto                                                               |
| D                | Daniel Leo              | Foggia                | prestito                                                                                                 |
| D                | Alessandro Minelli      | Virtus Francavilla    | prestito                                                                                                 |
| D                | Erasmo Mulè             | Catanzaro             | prestito                                                                                                 |
| D                | Bandolo Obam            | Pisa                  | prestito con diritto di opzione e controopzione                                                          |
| D                | Nikita Vlasenko         | Rijeka                | definitivo                                                                                               |
| D                | Wesley                  | Cruzeiro              | definitivo                                                                                               |
| C                | Luca Clemenza           | Pescara               | definitivo                                                                                               |
| C                | Grīgorīs Kastanos       | Salernitana           | definitivo                                                                                               |
| C                | Rolando Mandragora      | Fiorentina            | definitivo (8,2 milioni € + 1 milione € bonus)                                                           |
| C                | Hans Nicolussi Caviglia | Südtirol              | prestito                                                                                                 |
| C                | Martin Palumbo          | Udinese               | fine prestito                                                                                            |
| C                | Aaron Ramsey            |                       | risoluzione                                                                                              |
| C                | Filippo Ranocchia       | Monza                 | prestito con diritto di opzione e contropzione                                                           |
| C                | Joël Ribeiro            | Lugano                | definitivo                                                                                               |
| C                | Kristian Šekularac      | Fulham                | definitivo                                                                                               |
| A                | Matteo Brunori          | Palermo               | definitivo                                                                                               |
| A                | Angel Chibozo           | Amiens                | prestito con obbligo di riscatto                                                                         |
| A                | Douglas Costa           |                       | svincolato                                                                                               |
| A                | Ferdinando Del Sole     | Potenza               | prestito biennale                                                                                        |
| A                | Christopher Lungoyi     | Ascoli                | prestito con opzione-controopzione                                                                       |
| A                | Alejandro Marqués       | Estoril Praia         | prestito                                                                                                 |
| A                | Marco Olivieri          | Perugia               | prestito                                                                                                 |
| A                | Clemente Perotti        | Pro Patria            | prestito                                                                                                 |
| A                | Marko Pjaca             | Empoli                | prestito con diritto di riscatto                                                                         |
| A                | Elias Solberg           | Lillestrøm            | definitivo                                                                                               |
| A                | Giacomo Vrioni          | N.E. Revolution       | definitivo                                                                                               |
| A                | Luca Zanimacchia        | Cremonese             | prestito                                                                                                 |

### Sessione invernale(dal 2/01 al 31/01)
| Acquisti         | Acquisti                | Acquisti              | Acquisti         |
| R.               | Nome                    | da                    | Modalità         |
| Altre operazioni | Altre operazioni        | Altre operazioni      | Altre operazioni |
| R.               | Nome                    | da                    | Modalità         |
| ---------------- | ----------------------- | --------------------- | ---------------- |
| P                | Gian Marco Crespi       | Crotone               | prestito         |
| P                | Radosław Żelezny        |                       | definitivo       |
| D                | Davide De Marino        | Pescara               | fine prestito    |
| D                | Erasmo Mulè             | Catanzaro             | fine prestito    |
| D                | Luca Pellegrini         | Eintracht Francoforte | fine prestito    |
| C                | Mohamed Ihattaren       | Ajax                  | fine prestito    |
| C                | Hans Nicolussi Caviglia | Südtirol              | fine prestito    |
| A                | Gianmarco Di Biase      | Pistoiese             | definitivo       |
| A                | Angel Chibozo           | Amiens                | fine prestito    |
| A                | Adam Sosna              | Slavia Praga          | definitivo       |

| Cessioni         | Cessioni                | Cessioni           | Cessioni |
| R.               | Nome                    | a                  | Modalità |
| ---------------- | ----------------------- | ------------------ | --- |
| C                | Weston McKennie         | Leeds Utd          | prestito (1,25 milioni € + 0,25 milioni € di bonus) con opzione di riscatto (34,5 milioni € + 4,5 milioni € di bonus) |
| A                | Marley Aké              | Digione            | prestito |
| Altre operazioni |                         |                    | |
| R.               | Nome                    | a                  | Modalità |
| P                | Zsombor Senkó           | Diósgyőr           | definitivo |
| D                | Davide De Marino        | Virtus Francavilla | prestito |
| D                | Erasmo Mulè             | Monopoli           | prestito |
| D                | Luca Pellegrini         | Lazio              | prestito con opzione di riscatto (15 milioni €)                                                                       |
| D                | Giuseppe Verduci        | Siena              | definitivo |
| C                | Hans Nicolussi Caviglia | Salernitana        | prestito con obbligo di riscatto (8 milioni €)                                                                        |
| C                | Hamza Rafia             | Pescara            | definitivo |
| C                | Emanuele Zuelli         | Pisa               | definitivo |
| A                | Gianmarco Di Biase      | Pistoiese          | prestito |
| A                | Tommaso Galante         | Reggiana           | prestito |
| A                | Angel Chibozo           | Real Murcia        | prestito |
| A                | Félix Correia           | Marítimo           | prestito |

## Risultati

### Serie A

#### Girone di andata
| Arbitro: | Rapuano (Rimini) |

|                                       |           |  |
| Di María 26’ Vlahović 43’ (rig.), 51’ | Marcatori |  |

| Genova 22 agosto 2022, ore 20:45 CEST 2ª giornata | Sampdoria        | 0 – 0 referto | Juventus | Stadio Luigi Ferraris (27 573 spett.)\| Arbitro: \| Abisso (Palermo) \| |
| Arbitro:                                          | Abisso (Palermo) |               |          |                                                                         |

| Arbitro: | Irrati (Pistoia) |

|             |           |             |
| Vlahović 2’ | Marcatori | 69’ Abraham |

| Arbitro: | Colombo (Como) |

|                         |           |  |
| Vlahović 9’ Milik 90+2’ | Marcatori |  |

| Arbitro: | Doveri (Roma 1) |

|            |           |          |
| Kouamé 29’ | Marcatori | 9’ Milik |

| Arbitro: | Marcenaro (Genova) |

|                          |           |                                  |
| Bremer 51’ Bonucci 90+3’ | Marcatori | 18’ Candreva 45+5’ (rig.) Piątek |

| Arbitro: | Maresca (Napoli) |

|             |           |  |
| Gytkjær 74’ | Marcatori |  |

| Arbitro: | Abisso (Palermo) |

|                                   |           |  |
| Kostić 24’ Vlahović 59’ Milik 62’ | Marcatori |  |

| Arbitro: | Orsato (Schio) |

|                       |           |  |
| Tomori 45+1’ Díaz 54’ | Marcatori |  |

| Arbitro: | Mariani (Aprilia) |

|  |           |              |
|  | Marcatori | 74’ Vlahović |

| Arbitro: | Fabbri (Ravenna) |

|                                        |           |  |
| Kean 8’ McKennie 56’ Rabiot 82’, 90+4’ | Marcatori |  |

| Arbitro: | Chiffi (Padova) |

|  |           |             |
|  | Marcatori | 73’ Fagioli |

| Arbitro: | Doveri (Roma 1) |

|                        |           |  |
| Rabiot 52’ Fagioli 85’ | Marcatori |  |

| Arbitro: | Di Bello (Brindisi) |

|  |           |          |
|  | Marcatori | 60’ Kean |

| Arbitro: | Massa (Imperia) |

|                         |           |  |
| Kean 43’, 54’ Milik 90’ | Marcatori |  |

| Arbitro: | Ayroldi (Molfetta) |

|  |           |             |
|  | Marcatori | 90+1’ Milik |

| Arbitro: | Marchetti (Ostia Lido) |

|            |           |  |
| Danilo 86’ | Marcatori |  |

| Arbitro: | Doveri (Roma 1) |

|                                                            |           |              |
| Osimhen 14’, 65’ K'varatskhelia 39’ Rrahmani 55’ Elmas 72’ | Marcatori | 42’ Di María |

| Arbitro: | Marinelli (Tivoli) |

|                                          |           |                           |
| Di María 25’ (rig.) Milik 34’ Danilo 65’ | Marcatori | 5’, 53’ Lookman 46’ Mæhle |

#### Girone di ritorno
| Arbitro: | Aureliano (Bologna) |

|  |           |                           |
|  | Marcatori | 18’ Ciurria 39’ Dany Mota |

| Arbitro: | Rapuano (Rimini) |

|  |           |                                     |
|  | Marcatori | 26’ (rig.), 47’ Vlahović 45’ Kostić |

| Arbitro: | Fabbri (Ravenna) |

|            |           |  |
| Rabiot 34’ | Marcatori |  |

| Arbitro: | La Penna (Roma 1) |

|  |           |                       |
|  | Marcatori | 32’ Kean 66’ Di María |

| Arbitro: | Chiffi (Padova) |

|                                                 |           |                         |
| Cuadrado 16’ Danilo 45+1’ Bremer 71’ Rabiot 81’ | Marcatori | 2’ Karamoh 43’ Sanabria |

| Arbitro: | Maresca (Napoli) |

|             |           |  |
| Mancini 53’ | Marcatori |  |

| Arbitro: | Prontera (Bologna) |

|                                        |           |                         |
| Bremer 11’ Rabiot 26’, 64’ Soulé 90+4’ | Marcatori | 31’ Augello 32’ Đuričić |

| Arbitro: | Chiffi (Padova) |

|  |           |            |
|  | Marcatori | 23’ Kostić |

| Arbitro: | Marchetti (Ostia Lido) |

|          |           |  |
| Kean 55’ | Marcatori |  |

| Arbitro: | Di Bello (Brindisi) |

|                                   |           |            |
| Milinković-Savić 38’ Zaccagni 53’ | Marcatori | 42’ Rabiot |

| Arbitro: | Rapuano (Rimini) |

|            |           |  |
| Defrel 64’ | Marcatori |  |

| Arbitro: | Fabbri (Ravenna) |

|  |           |                 |
|  | Marcatori | 90+3’ Raspadori |

| Arbitro: | Sozza (Seregno) |

|                     |           |           |
| Orsolini 10’ (rig.) | Marcatori | 61’ Milik |

| Arbitro: | Fourneau (Roma 1) |

|                          |           |                   |
| Paredes 15’ Vlahović 40’ | Marcatori | 37’ (rig.) Ceesay |

| Arbitro: | Doveri (Roma 1) |

|  |           |                                 |
|  | Marcatori | 56’ Iling-Junior 90+8’ Vlahović |

| Arbitro: | Chiffi (Padova) |

|                        |           |  |
| Fagioli 55’ Bremer 79’ | Marcatori |  |

| Arbitro: | Ayroldi (Molfetta) |

|                                                  |           |            |
| Caputo 18’ (rig.), 48’ Luperto 21’ Piccoli 90+3’ | Marcatori | 85’ Chiesa |

| Arbitro: | Mariani (Aprilia) |

|  |           |            |
|  | Marcatori | 40’ Giroud |

| Arbitro: | Guida (Torre Annunziata) |

|  |           |            |
|  | Marcatori | 68’ Chiesa |

### Coppa Italia

#### Fase finale
| Arbitro: | Pezzuto (Lecce) |

|                    |           |            |
| Kean 8’ Chiesa 78’ | Marcatori | 24’ Valoti |

| Arbitro: | Maresca (Napoli) |

|            |           |  |
| Bremer 44’ | Marcatori |  |

| Arbitro: | Massa (Imperia) |

|              |           |                     |
| Cuadrado 83’ | Marcatori | 90+5’ (rig.) Lukaku |

| Arbitro: | Doveri (Roma 1) |

|             |           |  |
| Dimarco 15’ | Marcatori |  |

### UEFA Champions League

#### Fase a gironi
| Arbitro: | Taylor |

|                |           |              |
| Mbappé 5’, 22’ | Marcatori | 53’ McKennie |

| Arbitro: | Zwayer |

|          |           |                                 |
| Milik 4’ | Marcatori | 43’ (rig.) João Mário 55’ Neres |

| Arbitro: | Schärer |

|                              |           |           |
| Rabiot 35’, 83’ Vlahović 50’ | Marcatori | 75’ David |

| Arbitro: | Mateu Lahoz |

|                |           |  |
| Atzili 7’, 42’ | Marcatori |  |

| Arbitro: | Jovanović |

|                                                |           |                                 |
| Silva 17’ João Mário 28’ (rig.) Silva 35’, 50’ | Marcatori | 21’ Kean 77’ Milik 79’ McKennie |

| Arbitro: | Del Cerro Grande |

|             |           |                       |
| Bonucci 39’ | Marcatori | 13’ Mbappé 69’ Mendes |

### UEFA Europa League

#### Fase a eliminazione diretta
| Arbitro: | Pinheiro |

|              |           |          |
| Vlahović 13’ | Marcatori | 60’ Blas |

| Arbitro: | Sánchez Martínez |

|  |           |                              |
|  | Marcatori | 5’, 20’ (rig.), 78’ Di María |

| Arbitro: | Sidīropoulos |

|              |           |  |
| Di María 53’ | Marcatori |  |

| Arbitro: | Gözübüyük |

|  |           |                                  |
|  | Marcatori | 45’ (rig.) Vlahović 90+5’ Chiesa |

| Arbitro: | Umut Meler |

|           |           |  |
| Gatti 73’ | Marcatori |  |

| Arbitro: | Letexier |

|                    |           |           |
| Edwards 20’ (rig.) | Marcatori | 9’ Rabiot |

| Arbitro: | Siebert |

|             |           |               |
| Gatti 90+7’ | Marcatori | 26’ En-Nesyri |

| Arbitro: | Makkelie |

|                     |           |              |
| Suso 71’ Lamela 95’ | Marcatori | 65’ Vlahović |

## Statistiche

### Statistiche di squadra
Statistiche aggiornate al 4 giugno 2023.
| Competizione     | Punti    | In casa | In casa | In casa | In casa | In casa | In casa | In trasferta | In trasferta | In trasferta | In trasferta | In trasferta | In trasferta | Totale | Totale | Totale | Totale | Totale | Totale | DR  |
| Competizione     | Punti    | G       | V       | N       | P       | Gf      | Gs      | G            | V            | N            | P            | Gf           | Gs           | G      | V      | N      | P      | Gf     | Gs     | DR  |
| ---------------- | -------- | ------- | ------- | ------- | ------- | ------- | ------- | ------------ | ------------ | ------------ | ------------ | ------------ | ------------ | ------ | ------ | ------ | ------ | ------ | ------ | --- |
| Serie A          | 62 (-10) | 19      | 13      | 3       | 3       | 38      | 15      | 19           | 9            | 3            | 7            | 18           | 18           | 38     | 22     | 6      | 10     | 56     | 33     | +23 |
| Coppa Italia     | -        | 3       | 2       | 1       | 0       | 4       | 2       | 1            | 0            | 0            | 1            | 0            | 1            | 4      | 2      | 1      | 1      | 4      | 3      | +1  |
| Champions League | 3        | 3       | 1       | 0       | 2       | 5       | 5       | 3            | 0            | 0            | 3            | 4            | 8            | 6      | 1      | 0      | 5      | 9      | 13     | -4  |
| Europa League    | -        | 4       | 2       | 2       | 0       | 4       | 2       | 4            | 2            | 1            | 1            | 7            | 3            | 8      | 4      | 3      | 1      | 11     | 5      | +6  |
| Totale           | -        | 29      | 18      | 6       | 5       | 51      | 24      | 27           | 11           | 4            | 12           | 29           | 30           | 56     | 29     | 10     | 17     | 80     | 54     | +26 |

### Andamento in campionato
| Giornata  | 1 | 2 | 3 | 4 | 5 | 6 | 7 | 8 | 9 | 10 | 11 | 12 | 13 | 14 | 15 | 16 | 17 | 18 | 19 | 20 | 21 | 22 | 23 | 24 | 25 | 26 | 27 | 28 | 29 | 30 | 31 | 32 | 33 | 34 | 35 | 36 | 37 | 38 |
| --------- | - | - | - | - | - | - | - | - | - | -- | -- | -- | -- | -- | -- | -- | -- | -- | -- | -- | -- | -- | -- | -- | -- | -- | -- | -- | -- | -- | -- | -- | -- | -- | -- | -- | -- | -- |
| Luogo     | C | T | C | C | T | C | T | C | T | T  | C  | T  | C  | T  | C  | T  | C  | T  | C  | C  | T  | C  | T  | C  | T  | C  | T  | C  | T  | T  | C  | T  | C  | T  | C  | T  | C  | T  |
| Risultato | V | N | N | V | N | N | P | V | P | V  | V  | V  | V  | V  | V  | V  | V  | P  | N  | P  | V  | V  | V  | V  | P  | V  | V  | V  | P  | P  | P  | N  | V  | V  | V  | P  | P  | V  |
| Posizione | 1 | 4 | 8 | 4 | 7 | 8 | 8 | 7 | 8 | 8  | 8  | 7  | 5  | 4  | 3  | 3  | 2  | 3  | 10 | 13 | 10 | 9  | 7  | 7  | 7  | 7  | 7  | 7  | 7  | 7  | 3  | 3  | 3  | 2  | 2  | 7  | 7  | 7  |

Legenda:

Luogo: C = Casa; T = Trasferta. Risultato: V = Vittoria; N = Pareggio; P = Sconfitta.
- Nota 1:[112]
- Nota 2:[113]
- Nota 3:[114]

### Statistiche dei giocatori
| Giocatore       | Serie A  | Serie A | Serie A     | Serie A    | Coppa Italia | Coppa Italia | Coppa Italia | Coppa Italia | UEFA Champions League | UEFA Champions League | UEFA Champions League | UEFA Champions League | UEFA Europa League | UEFA Europa League | UEFA Europa League | UEFA Europa League | Totale   | Totale | Totale      | Totale     |
| Giocatore       | Presenze | Reti    | Ammonizioni | Espulsioni | Presenze     | Reti         | Ammonizioni  | Espulsioni   | Presenze              | Reti                  | Ammonizioni           | Espulsioni            | Presenze           | Reti               | Ammonizioni        | Espulsioni         | Presenze | Reti   | Ammonizioni | Espulsioni |
| --------------- | -------- | ------- | ----------- | ---------- | ------------ | ------------ | ------------ | ------------ | --------------------- | --------------------- | --------------------- | --------------------- | ------------------ | ------------------ | ------------------ | ------------------ | -------- | ------ | ----------- | ---------- |
| M. Aké          | 0        | 0       | 0           | 0          | 0            | 0            | 0            | 0            | 0                     | 0                     | 0                     | 0                     | -                  | -                  | -                  | -                  | 0        | 0      | 0           | 0          |
| T. Barbieri     | 3        | 0       | 0           | 0          | 0            | 0            | 0            | 0            | 1                     | 0                     | 0                     | 0                     | 0                  | 0                  | 0                  | 0                  | 4        | 0      | 0           | 0          |
| E. Barrenechea  | 3        | 0       | 0           | 0          | 0            | 0            | 0            | 0            | 1                     | 0                     | 0                     | 0                     | 1                  | 0                  | 0                  | 0                  | 5        | 0      | 0           | 0          |
| L. Bonucci      | 16       | 1       | 2           | 0          | 1            | 0            | 0            | 0            | 6                     | 1                     | 0                     | 0                     | 3                  | 0                  | 1                  | 0                  | 26       | 2      | 3           | 0          |
| Bremer          | 30       | 4       | 6           | 0          | 3            | 1            | 0            | 0            | 3                     | 0                     | 1                     | 0                     | 7                  | 0                  | 1                  | 0                  | 43       | 5      | 8           | 0          |
| F. Chiesa       | 21       | 2       | 2           | 0          | 4            | 1            | 0            | 0            | 1                     | 0                     | 0                     | 0                     | 7                  | 1                  | 2                  | 0                  | 33       | 4      | 4           | 0          |
| J. Cuadrado     | 31       | 1       | 6           | 1          | 2            | 1            | 2            | 1            | 6                     | 0                     | 0                     | 0                     | 8                  | 0                  | 1                  | 0                  | 47       | 2      | 9           | 2          |
| Danilo          | 37       | 3       | 5           | 0          | 4            | 0            | 1            | 0            | 5                     | 0                     | 3                     | 0                     | 8                  | 0                  | 2                  | 0                  | 54       | 3      | 11          | 0          |
| M. De Sciglio   | 17       | 0       | 0           | 0          | 2            | 0            | 0            | 0            | 3                     | 0                     | 0                     | 0                     | 3                  | 0                  | 0                  | 0                  | 25       | 0      | 0           | 0          |
| Á. Di María     | 26       | 4       | 1           | 1          | 4            | 0            | 0            | 0            | 3                     | 0                     | 0                     | 0                     | 7                  | 4                  | 0                  | 0                  | 40       | 8      | 1           | 1          |
| N. Fagioli      | 26       | 3       | 3           | 0          | 3            | 0            | 0            | 0            | 2                     | 0                     | 1                     | 0                     | 6                  | 0                  | 0                  | 0                  | 37       | 3      | 4           | 0          |
| F. Gatti        | 18       | 0       | 4           | 0          | 2            | 0            | 0            | 0            | 2                     | 0                     | 1                     | 0                     | 5                  | 2                  | 1                  | 0                  | 27       | 2      | 6           | 0          |
| S. Iling-Junior | 12       | 1       | 1           | 0          | 1            | 0            | 0            | 0            | 1                     | 0                     | 0                     | 0                     | 4                  | 0                  | 1                  | 0                  | 18       | 1      | 2           | 0          |
| Kaio Jorge      | 0        | 0       | 0           | 0          | 0            | 0            | 0            | 0            | -                     | -                     | -                     | -                     | 0                  | 0                  | 0                  | 0                  | 0        | 0      | 0           | 0          |
| M. Kean         | 28       | 6       | 5           | 1          | 2            | 1            | 0            | 0            | 5                     | 1                     | 0                     | 0                     | 5                  | 0                  | 1                  | 0                  | 40       | 8      | 6           | 1          |
| F. Kostić       | 37       | 3       | 3           | 0          | 3            | 0            | 0            | 0            | 6                     | 0                     | 0                     | 0                     | 8                  | 0                  | 0                  | 0                  | 54       | 3      | 3           | 0          |
| M. Locatelli    | 33       | 0       | 8           | 0          | 4            | 0            | 1            | 0            | 5                     | 0                     | 1                     | 0                     | 8                  | 0                  | 1                  | 0                  | 50       | 0      | 11          | 0          |
| W. McKennie     | 15       | 1       | 0           | 0          | 1            | 0            | 0            | 0            | 5                     | 2                     | 1                     | 0                     | -                  | -                  | -                  | -                  | 21       | 3      | 1           | 0          |
| A. Milik        | 27       | 7       | 3           | 1          | 3            | 0            | 0            | 0            | 5                     | 2                     | 1                     | 0                     | 4                  | 0                  | 0                  | 0                  | 39       | 9      | 4           | 1          |
| F. Miretti      | 27       | 0       | 2           | 0          | 4            | 0            | 1            | 0            | 5                     | 0                     | 2                     | 0                     | 4                  | 0                  | 0                  | 0                  | 40       | 0      | 5           | 0          |
| L. Paredes      | 25       | 1       | 7           | 1          | 2            | 0            | 0            | 0            | 4                     | 0                     | 1                     | 0                     | 4                  | 0                  | 1                  | 0                  | 35       | 1      | 9           | 1          |
| M. Perin        | 11       | -7      | 0           | 0          | 4            | -3           | 1            | 0            | 2                     | -4                    | 1                     | 0                     | 1                  | -0                 | 0                  | 0                  | 18       | -14    | 2           | 0          |
| C. Pinsoglio    | 0        | 0       | 0           | 0          | 0            | 0            | 0            | 0            | 0                     | 0                     | 0                     | 0                     | 0                  | 0                  | 0                  | 0                  | 0        | 0      | 0           | 0          |
| P. Pogba        | 6        | 0       | 0           | 0          | 1            | 0            | 0            | 0            | 0                     | 0                     | 0                     | 0                     | 3                  | 0                  | 1                  | 0                  | 10       | 0      | 1           | 0          |
| A. Rabiot       | 32       | 8       | 9           | 0          | 3            | 0            | 0            | 0            | 5                     | 2                     | 0                     | 0                     | 8                  | 1                  | 2                  | 0                  | 48       | 11     | 11          | 0          |
| N. Rovella      | 3        | 0       | 1           | 0          | -            | -            | -            | -            | -                     | -                     | -                     | -                     | -                  | -                  | -                  | -                  | 3        | 0      | 1           | 0          |
| D. Rugani       | 9        | 0       | 0           | 0          | 1            | 0            | 0            | 0            | 1                     | 0                     | 0                     | 0                     | 0                  | 0                  | 0                  | 0                  | 11       | 0      | 0           | 0          |
| A. Sandro       | 25       | 0       | 5           | 1          | 3            | 0            | 0            | 0            | 4                     | 0                     | 1                     | 0                     | 5                  | 0                  | 0                  | 0                  | 37       | 0      | 6           | 1          |
| M. Soulé        | 13       | 1       | 0           | 0          | 1            | 0            | 0            | 0            | 3                     | 0                     | 0                     | 0                     | 2                  | 0                  | 0                  | 0                  | 19       | 1      | 0           | 0          |
| W. Szczęsny     | 28       | -26     | 1           | 0          | 0            | 0            | 0            | 0            | 4                     | -9                    | 0                     | 0                     | 8                  | -5                 | 0                  | 0                  | 40       | -40    | 1           | 0          |
| D. Vlahović     | 27       | 10      | 1           | 0          | 2            | 0            | 0            | 0            | 5                     | 1                     | 0                     | 0                     | 8                  | 3                  | 2                  | 0                  | 42       | 14     | 3           | 0          |
| D. Zakaria      | 2        | 0       | 0           | 0          | -            | -            | -            | -            | -                     | -                     | -                     | -                     | -                  | -                  | -                  | -                  | 2        | 0      | 0           | 0          |

## Giovanili

### Organigramma
Area sportiva
Attività di base
- Responsabile tecnico: Paolo De Ceglie
- Coordinatore dell'area portieri: Andrea Minero
- Area motoria coordinativa: Claudia Dutto
- Coordinatore area futsal: Alessio Musti
- Coordinatore area lavori individuali: Alberto Lampo

Juventus Academy
- U13s-U6s Academy Supervisor: Luigi Milani
- National Academy Organization Support Specialist: Andrea Vaccarono
- Technical Supervisor: Claudio Sangiorgio, Nicolò Sarti
- Academy Piemonte Management Area Specialist: Antonio Colonna
- Scouting: Giovanni Serao

Area tecnica
Settore giovanile
- Under-19[117]
  - Allenatore: Paolo Montero
  - Allenatore in seconda: Edoardo Sacchini
  - Preparatore dei portieri: Pietro Pipolo
  - Preparatori atletici: Ivan Teoli, Stefano Vetri
- Under-17
  - Allenatore: Piero Panzanaro
- Under-16
  - Allenatore: Claudio Rivalta
- Under-15
  - Allenatore: Marcello Benesperi
- Under-14
  - Allenatore: Riccardo Catto

Attività di base
- Under-13
  - Allenatori: Massimiliano Marchio, Cristian Castagno
  - Preparatore dei portieri: Emiliano Campana
- Under-12
  - Allenatori: Lorenzo Niello, Matteo Angaroni
  - Preparatore dei portieri: Simone Poncet
- Under-11
  - Allenatori: Davide La Pira, Pietro Magri, Simone Perla
  - Preparatore dei portieri: Nicolò Maiani
- Under-10
  - Allenatori: Marco Battaglia, Alessandro Calcia, Andrea Cara
  - Preparatore dei portieri: Fabio Ceppa
- Under-9
  - Allenatori: Fabio Cucciniello, Lorenzo Cuzzi
- Under-8
  - Allenatori: Luca Giglio, Luca Bernardi
  - Preparatore dei portieri: Mario Budroni
- Under-7
  - Allenatori: Gianfilippo Boscolo, Luca Carlino
  - Preparatore dei portieri: Mario Budroni

### Piazzamenti
- Under-19:
  - Campionato: fase finale - 1º turno[118]
  - Coppa Italia: ottavi di finale[119]
  - UEFA Youth League: play-off[120]
- Under-17:
  - Campionato: quarti di finale[121]
- Under-16:
  - Campionato: ottavi di finale[121]
- Under-15:
  - Campionato: semifinale[121]
- Under-14:
  - Campionato: finale[122]